# Монумент Славы (Новосибирск)
Монуме́нт Сла́вы — памятник сибирякам — участникам Великой Отечественной войны. Установлен в Ленинском районе Новосибирска. Открытие памятника состоялось 6 ноября 1967 года. Является объектом культурного наследия России.

## История
Автор «Монумента Славы» — новосибирский художник-монументалист Александр Сергеевич Чернобровцев. В создании монумента также участвовал скульптор Б. Ермишин, архитекторы М. Пирогов и Б. Захаров. Памятник занимает площадь почти два гектара.
Мемориальный комплекс состоит из символического памятника скорбящей женщины-матери, Вечного огня и пяти мощных десятиметровых пилонов, на которых выгравированы сцены, отображающие отдельные этапы войны. С противоположной стороны впрессованы в бетон пилонов выполненные из металла имена 30 266 новосибирцев, павших на фронтах. Между пилонами на возвышении помещены четыре урны с землёй с мест кровопролитных боев.

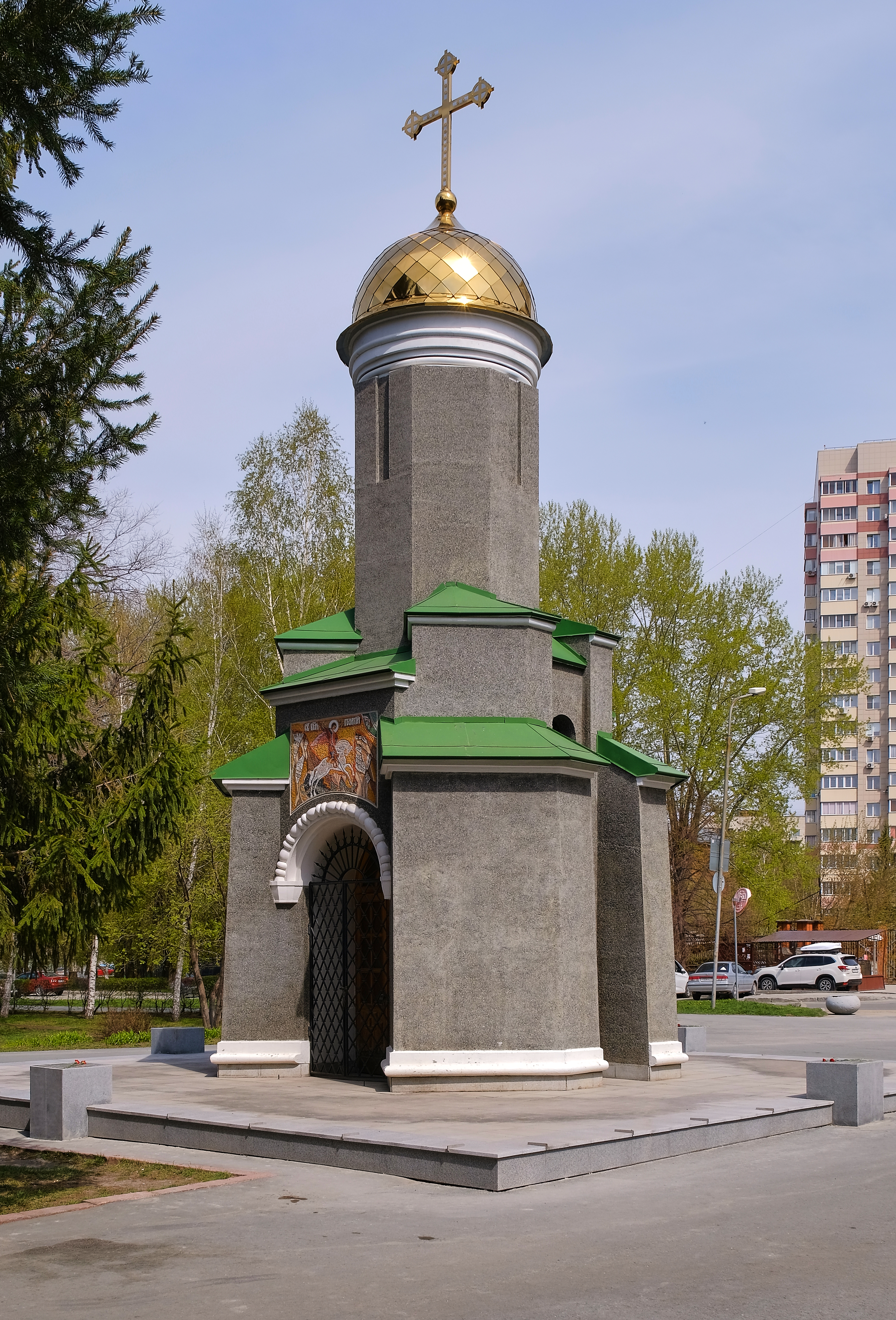
Часовня Георгия Победоносца

Согласно Постановлению Совета Министров РСФСР № 624 от 4 декабря 1974 года, монумент является памятником архитектуры (объектом культурного наследия) России.
За мемориалом расположена аллея Славы, где растут 100 елей, посаженных в честь новосибирцев — Героев Советского Союза.
В 1999 году открыт памятник «Единству Фронта и тыла», посвящённый ветеранам труда, работавшим на предприятиях оборонного комплекса Новосибирска.
В начале 2000-х годов на средства участников афганской и чеченских войн в Сквере Славы была установлена часовня, названная «Часовней Георгия Победоносца». Она посвящена сибирякам, погибшим за Отечество в войнах, шедших в XX веке.
3 мая 2005 года на Монументе Славы открылась Аллея Героев Советского Союза и полных кавалеров ордена Славы Новосибирска и Новосибирской области.
В архитектурную композицию включены стелы из бетона, облицованные гранитными плитами тёмно-бордового и серого цветов, которые возведены по обе стороны аллеи. На стелах выбиты имена и фамилии 270-ти новосибирцев — Героев и полных кавалеров ордена Славы. В центре площадки — латунный венок с надписью: «Посвящается новосибирцам — Героям Советского Союза, полным кавалерам ордена Славы».
12 декабря 2014 года монумент был осквернён вандалами — в цвета украинского флага были раскрашены ракетная установка БМ-13 и танк Т-34. На одной из стел было написано слово «Азов» и изображение вольфсангеля. Было возбуждено уголовное дело, а подозреваемые в совершении преступления задержаны 15 декабря.

## Военная техника
В Монументе Славы представлены следующие виды военной техники:
- М-30
- Як-9
- ЗИС-2
- ИСУ-152

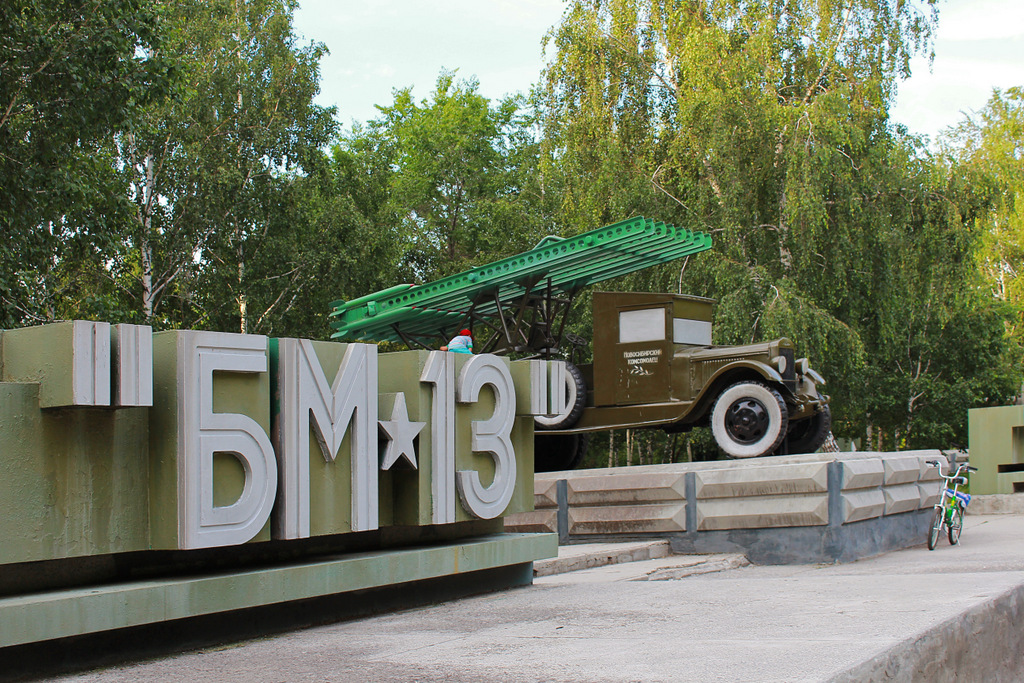
БМ-13
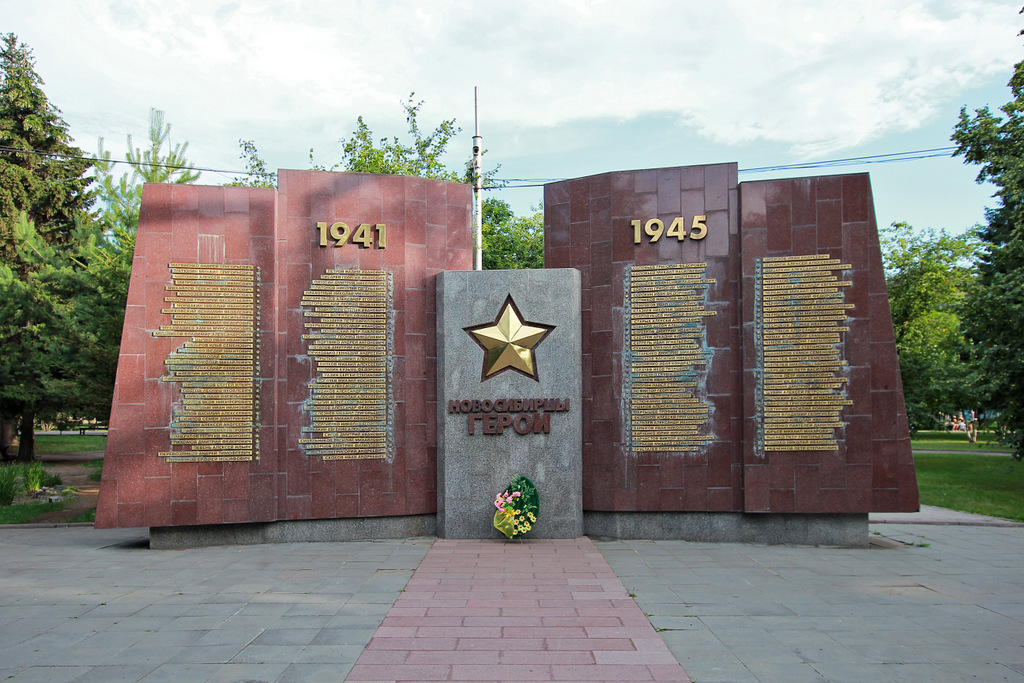
Имена Героев-новосибирцев
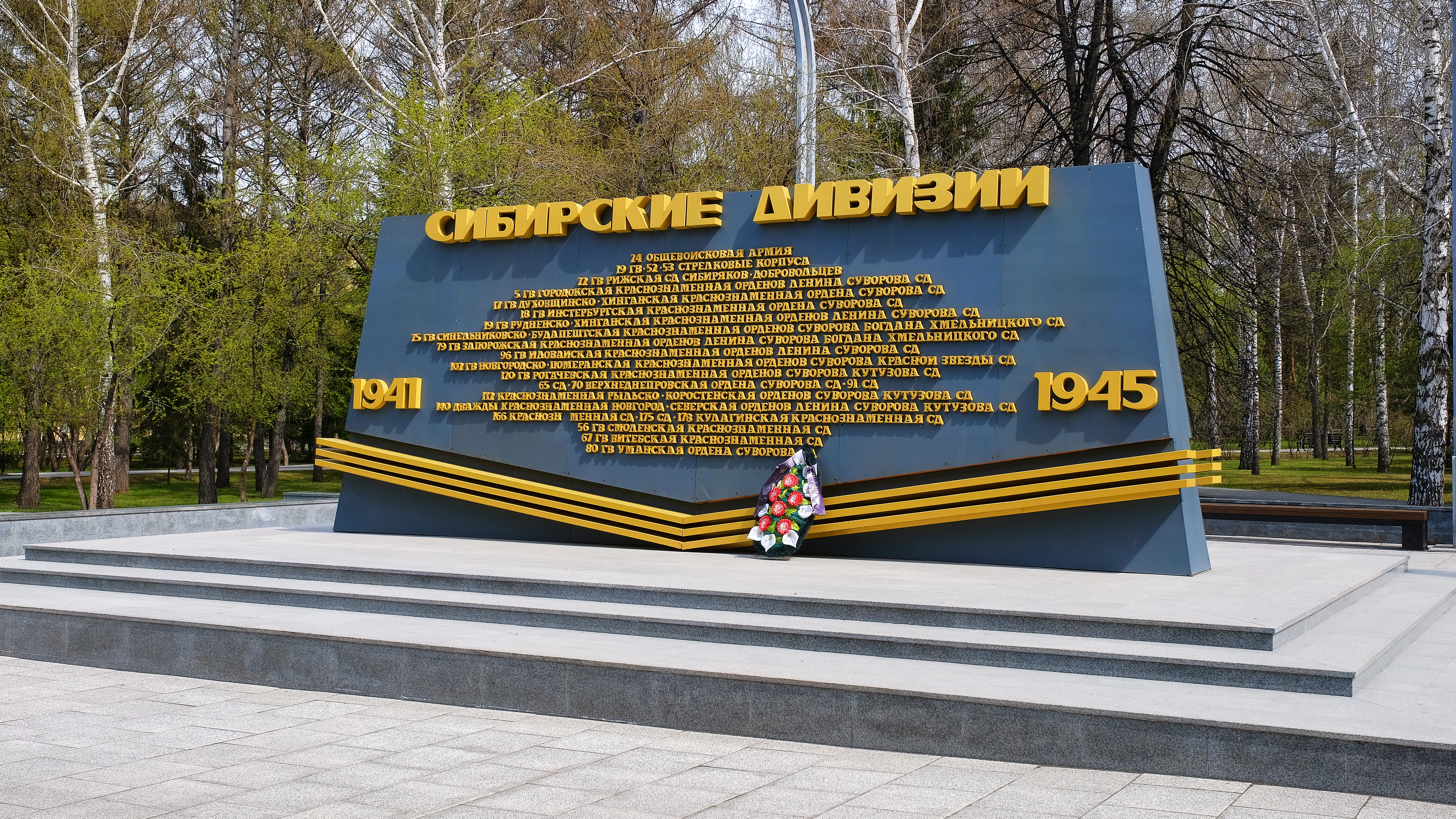
Список сибирских дивизий РККА
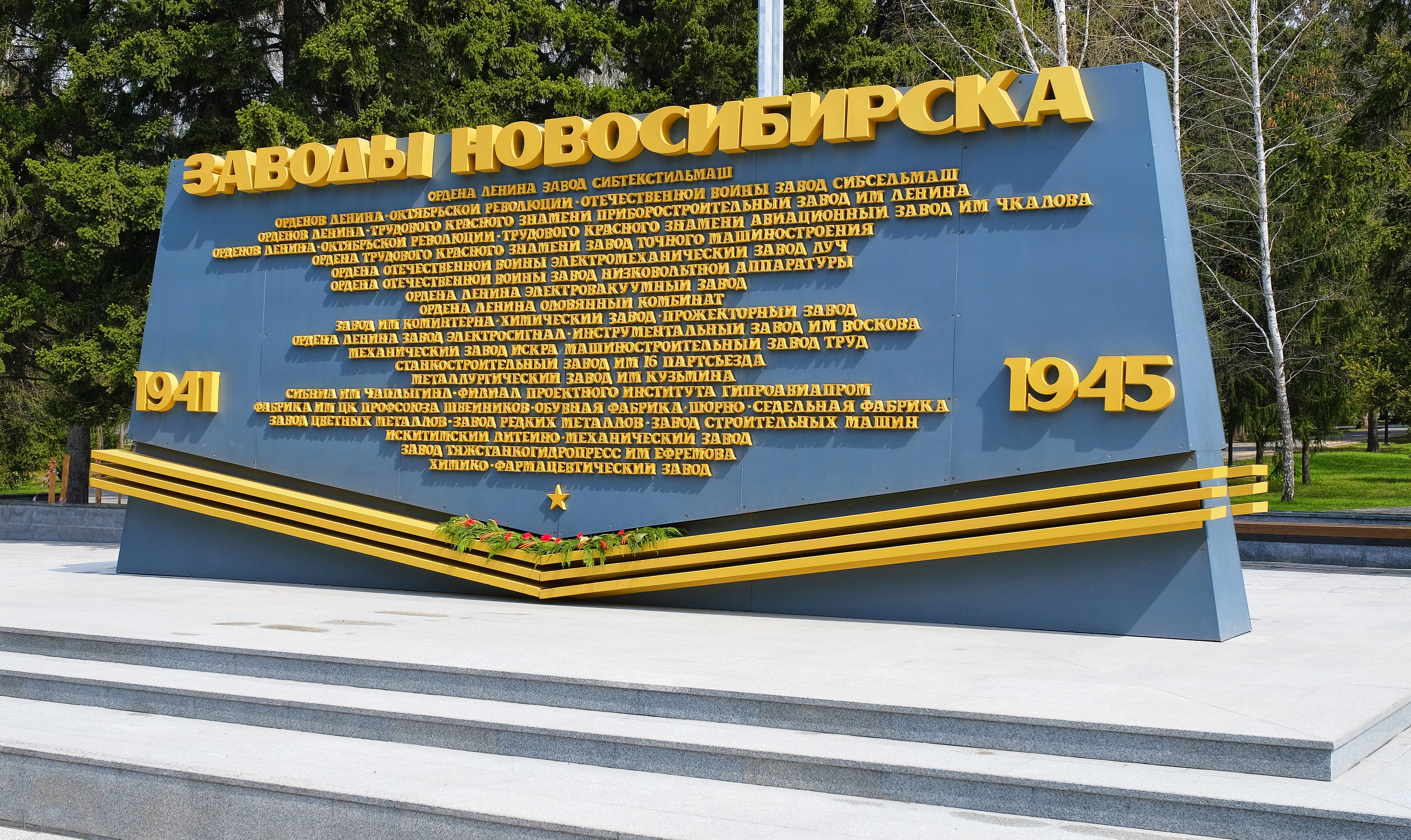
Новосибирские предприятия, внёсшие вклад в Победу
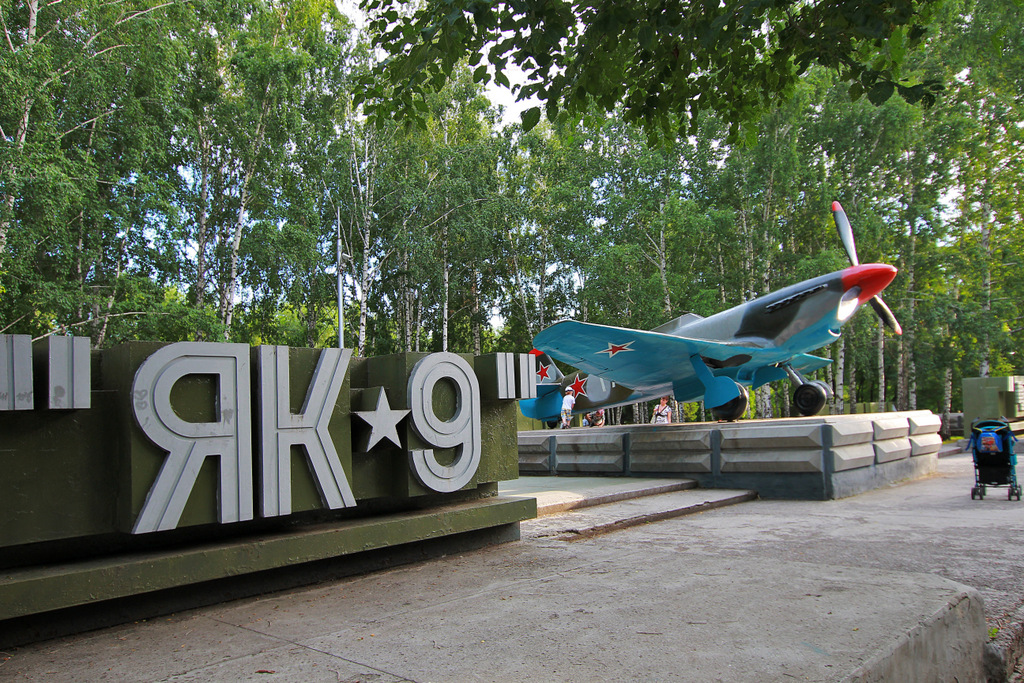
Як-9

- Т-34-85

- БМ-13
- Имена Героев-новосибирцев
- Список сибирских дивизий РККА
- Новосибирские предприятия, внёсшие вклад в Победу
- Як-9